# پائولو کربن
پائولو کربن (انگلیسی: Paolo Carbone؛ زادهٔ ۱۳ ژوئیهٔ ۱۹۸۲) بازیکن فوتبال اهل ایتالیا است.
از باشگاه‌هایی که در آن بازی کرده‌است می‌توان به باشگاه فوتبال فوجا، باشگاه فوتبال سمپدوریا، و باشگاه فوتبال کیاسو اشاره کرد.